# Spray-on skin
Spray-on skin (англ. Spray-on — распылять, англ. skin — кожа; распыляемая кожа) — инновационный медицинский материал для восстановления кожного покрова путём нанесения клеточного спрея из аутологичных клеток кожи. Метод репликации аутологичных клеток получил название — ReCell. Технология разработана учёным Марией Стоунер (англ. Marie Stoner) и пластическим хирургом из Австралии Фионой Вуд (англ. Fiona Wood). Основная цель разработки — лечение пациентов с ожогами.

## История
О технологии лечения ожогов с помощью стволовых клеток широко заговорили в 2002 году, когда Фиона Вуд использовала стволовые клетки для оказания помощи 28 пострадавшим от террористического акта на острове Бали.
Продвижением продукта занимается компания Avita Medical (до 2008 года она носила название C3 — Clinical Cell Culture), основанная в 1993 году Фионой Вуд.